# Fritzdorf

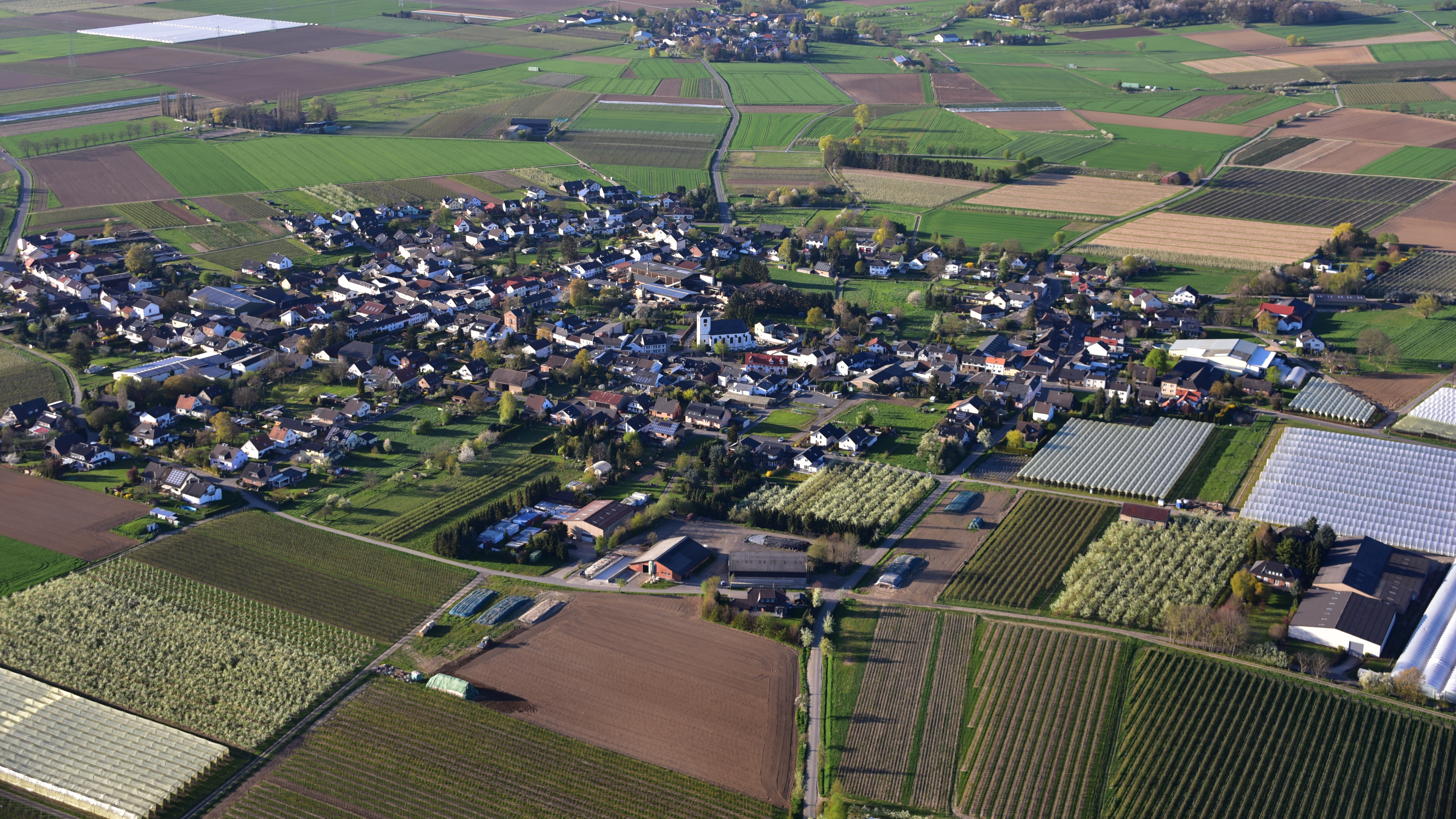
Fritzdorf, Luftaufnahme (2016)

Fritzdorf ist einer von 13 Ortsteilen der Gemeinde Wachtberg im Rhein-Sieg-Kreis in Nordrhein-Westfalen, unmittelbar an der Landesgrenze zu Rheinland-Pfalz. Bis zur kommunalen Neugliederung 1969 war Fritzdorf eine zum Amt Meckenheim gehörende Gemeinde im damaligen Landkreis Bonn.
Zusammen mit den Ortschaften Adendorf mit Klein Villip und Arzdorf hat die Ortschaft in der Gemeinde eine Sonderstellung. Bis auf diese drei Ortschaften hat die Gemeinde Wachtberg die Bonner Vorwahl (0228). Adendorf, Klein Villip, Arzdorf und Fritzdorf haben Meckenheimer Vorwahl (02225). Sie gehörten bis 1969 zum Amt Meckenheim (ursprünglich „Amt Adendorf in Meckenheim“), während der Rest der Gemeinde das „Amt Villip in Berkum“ bildete.

## Geographie

### Geographische Lage
Fritzdorf liegt im äußersten Südwesten der Gemeinde Wachtberg, unmittelbar an der Landesgrenze zu Rheinland-Pfalz. Zu Fritzdorf gehört auch Sommersberg.
Geographisch gehört das Gebiet um Fritzdorf zur Voreifel, die ersten Anhöhen der Eifel und des Ahrgebirges liegen allerdings nur unweit entfernt. In Fritzdorf entspringt der Arzdorfer Bach, ab der Burg Gudenau dann Godesberger Bach. Südöstlich des Ortes befindet sich die Swist-Niederung.
In südöstlicher Richtung befindet sich in 6 km Entfernung die Ahr sowie 10 km östlich der Rhein.
Fritzdorf liegt am Südrand der Kölner Bucht im Naturpark Rheinland (Kottenforst), etwa 20 km von Bonn entfernt. 9 km südöstlich liegt der Kurort Bad Neuenahr-Ahrweiler und 13 km östlich die Stadt Remagen. Bekannt durch die im Zweiten Weltkrieg gesprengte Ludendorff-Brücke.

### Nachbarorte und -gemeinden
Folgende Orte grenzen an Fritzdorf. Sie werden im Uhrzeigersinn, im Norden beginnend genannt und gehören alle mit Ausnahme von Adendorf, Arzdorf, Berkum und Werthhoven, das im Rhein-Sieg-Kreis in Nordrhein-Westfalen liegt, zum rheinland- pfälzischen Landkreis Ahrweiler:
Arzdorf, Berkum, Werthhoven, Niederich, Oeverich, Beller, Ringen, Böllingen, Vettelhoven, Eckendorf, Adendorf

## Geschichte

### Erste urkundliche Erwähnung
Am 11. Dezember 770 wurde Fritzdorf nachweislich zum ersten Mal urkundlich erwähnt. Fritzdorf hieß zum Zeitpunkt der ersten Erwähnung Frigbodesdorph, wurde aber in der Überschrift der entsprechenden Urkunde Frigbodesdorphe geschrieben. Das Original der Urkunde war in lateinischer Sprache verfasst und ist verloren gegangen. Eine Abschrift ist im 1175 niedergeschriebenen und 1190 angelegten Urkunden- und Güterverzeichnis des Klosters Lorsch, dem Lorscher Codex, enthalten. Das Ursprungsland der Dorfgründer lag in Aquitanien in der Nähe von Poitiers.

### Herzog Wilhelm V. von Jülich in Fritzdorf
Nachdem im Jahr 1545 der letzte Graf von Neuenahr gestorben war, machte sich der zum Herzog aufgestiegene Wilhelm V. von Jülich, genannt Wilhelm der Reiche, sofort daran, die Grafschaft Neuenahr in sein Herzogtum einzuverleiben. Infolgedessen stattete er auch Fritzdorf am 10. April 1546 einen kurzen Besuch ab.

### Pestepidemie
Seit Wochen wütete die Pestepidemie im Ahrgebiet. Am 26. Juli 1597 wurde auch der Fritzdorfer Pfarrer Anno Bessenich ein Opfer der Seuche. Seit 1574 hatte er die Fritzdorfer Pfarrstelle geleitet. Anno Bessenich wurde 1530 geboren und 1553 zum Priester geweiht. Von 1564 bis 1572 bekleidete er die Pfarrstelle in Krefeld, bevor er von 1572 bis 1574 Prior des Klosters Steinfeld wurde. Der Abt des Klosters stellte Bessenich dann im Jahre 1574 zum Pfarrer in Fritzdorf ab.

### Luftangriff im Zweiten Weltkrieg
Am 4. Februar 1945 prasselte ein Hagel von Brandbomben auf Fritzdorf nieder. 25 Scheunen, Ställe und Schuppen brannten lichterloh. Wohnhäuser wurden verschiedentlich getroffen, ohne dass ein Brand ausbrach. Gegen 22.00 Uhr merkte man, dass die Spitze des Kirchturms brannte und sich das Feuer langsam nach unten fraß. Auch die herbeigeeilte Meckenheimer Freiwillige Feuerwehr konnte nichts mehr retten.

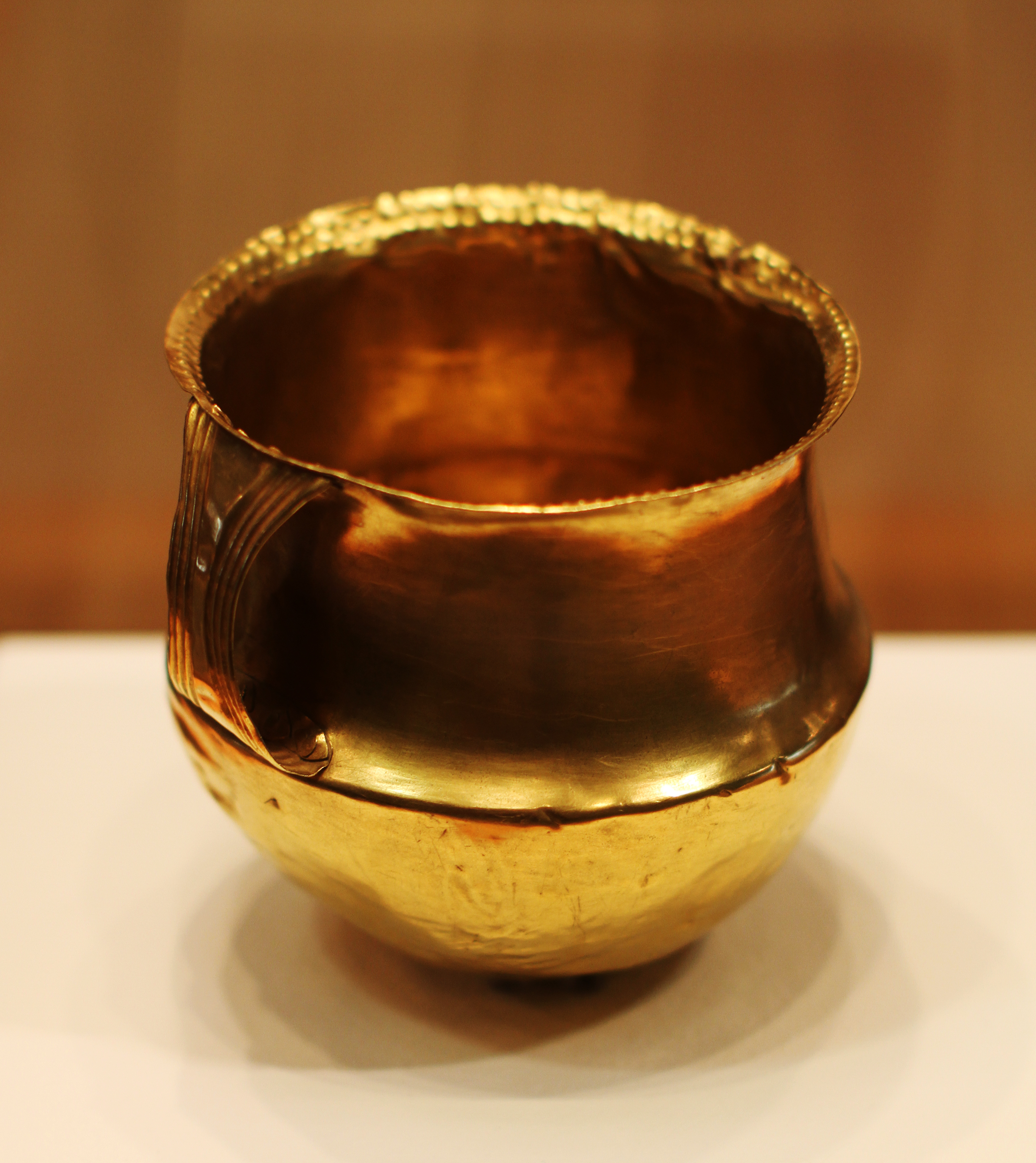
Der Goldbecher

### Fritzdorfer Goldbecher
Der Fritzdorfer Landwirt Heinrich Sonntag fand am 11. November 1954 auf seinem etwa 1000 Meter südwestlich der Fritzdorfer Kirche unweit der Windmühle gelegenen Rübenfeld einen kleinen Becher aus purem Gold, einen der bedeutsamsten Funde im Rheinland.
Der Fundort war vor 3500 Jahren mit Laubwald bedeckt und mit Sicherheit nicht bewohnt. Im gesamten Gemeindegebiet Wachtberg wohnten damals höchstens 50 bis 100 Menschen. Der Becher lag ca. 50 cm unter dem Boden. Dies ist insoweit bemerkenswert, weil vor ca. 3500 Jahren der Fundort ein bis zwei Meter unter der Erde lag. Fraglich bleibt auch, warum gerade dieser Platz ausgewählt wurde, um den Goldbecher zu vergraben. Ausgerechnet in einer abseits gelegenen Gegend, in einer Gemarkung, aus der bisher überhaupt noch keine Funde bekannt waren. Wenn es sich um ein Weiheopfer handelte, so liegt die Vermutung nahe, dass sich in der Umgebung ein Kultplatz befand. Der Becher war in einem Tongefäß geborgen und wurde wahrscheinlich absichtlich vergraben. Er wiegt 221 Gramm und es passt fast genau ein Liter hinein. Becher dieser Machart stammen aus dem mykenischen Griechenland und gelangten bis nach Mittel- und Westeuropa.
Der sogenannte Fritzdorfer Goldbecher befindet sich heute im Rheinischen Landesmuseum in Bonn. Eine Kopie des Goldbechers kann im Heimatmuseum Villip besichtigt werden.

### Neugliederung der Gemeinde Wachtberg
Am 1. Juli 1969 wurden die Gemeinden Adendorf, Arzdorf und Fritzdorf von Meckenheim gelöst und der Flächengemeinde Wachtberg zugeschlagen. Dies geschah gegen den Willen der Fritzdorfer Bevölkerung. In einer vom Ortsverband der CDU durchgeführten inoffiziellen Bürgerbefragung sprachen sich 94 % der Befragten für einen Verbleib im Verband des Amtes Meckenheim aus. Trotzdem änderten weder die Landesregierung noch die zuständigen Gemeindegremien den eingeschlagenen Weg einer Zuordnung zur Gemeinde Wachtberg. So ließen sich die Fritzdorfer Gemeindevertreter per Gesetz der Gemeinde Wachtberg zuschlagen, um so gegenüber der Bevölkerung den Eindruck zu erwecken, der Anschluss zur Gemeinde Wachtberg wäre nicht freiwillig geschehen.

### Abriss der Fritzdorfer Schule

Abriss der Fritzdorfer Schule, 1980

Im Frühjahr 1980 wurde die alte Fritzdorfer Schule abgerissen. Die Schule stand schon geraume Zeit leer. Neben der Schule standen dort noch weitere Gebäude wie z. B. das Feuerwehrhaus. Heute ist dort der Fritzdorfer Dorfplatz.

### Einwohnerentwicklung
| Jahr | Einwohner |
| ---- | --------- |
| 1950 | 685       |
| 1960 | 681       |
| 1969 | 831       |
| 1979 | 895       |
| 1989 | 844       |
| 1999 | 886       |

| Jahr | Einwohner |
| ---- | --------- |
| 2000 | 944       |
| 2005 | 976       |
| 2010 | 987       |
| 2015 | 1020      |
| 2020 | 1023      |

Quelle: Landesamt für Statistik und ADV-Statistik

## Politik

### Politische Gliederung
Vor der ersten urkundlichen Erwähnung im Jahr 770 gehörte das meist unbewohnte Gebiet um Fritzdorf zum Römischen Reich später Weströmisches Reich und lag im Einzugsgebiet der römischen Stadt Colonia Claudia Ara Agrippinensium (heute Köln) in der römischen Provinz Germania Inferior.
| Jahr | Gemeinde/Stadt           | Kreis                                     | Bundesland                     | Staat                                      |
| ---- | ------------------------ | ----------------------------------------- | ------------------------------ | ------------------------------------------ |
| 770  | Frigbodesdorph           |                                           | Austrasien                     | Fränkisches Reich                          |
| 843  | Frigbodesdorph           |                                           | Lotharii Regnum                | Fränkisches Reich                          |
| 962  | Frigbodesdorph           |                                           | Niederlothringen               | Heiliges Römisches Reich                   |
| 1221 | Grafschaft Neuenahr      |                                           |                                | Heiliges Römisches Reich                   |
| 1512 | Grafschaft Neuenahr      |                                           | Kurrheinischer Reichskreis     | Heiliges Römisches Reich                   |
| 1798 | Maire Adendorf           | Kanton Rheinbach / Arrondissement de Bonn | Département de Rhin-et-Moselle | Frankreich                                 |
| 1816 | Bürgermeisterei Adendorf | Kreis Rheinbach                           | Provinz Jülich-Kleve-Berg      | Preußen                                    |
| 1822 | Bürgermeisterei Adendorf | Kreis Rheinbach                           | Rheinprovinz                   | Preußen                                    |
| 1871 | Bürgermeisterei Adendorf | Kreis Rheinbach                           | Rheinprovinz                   | Deutsches Reich                            |
| 1927 | Amt Adendorf             | Kreis Rheinbach                           | Rheinprovinz                   | Deutsches Reich                            |
| 1932 | Amt Adendorf             | Landkreis Bonn                            | Rheinprovinz                   | Deutsches Reich                            |
| 1935 | Amt Meckenheim           | Landkreis Bonn                            | Rheinprovinz                   | Deutsches Reich                            |
| 1946 | Amt Meckenheim           | Landkreis Bonn                            | Nordrhein-Westfalen            | Deutsches Reich (Britische Besatzungszone) |
| 1949 | Amt Meckenheim           | Landkreis Bonn                            | Nordrhein-Westfalen            | Deutschland                                |
| 1969 | Wachtberg                | Rhein-Sieg-Kreis                          | Nordrhein-Westfalen            | Deutschland                                |

### Bürgermeister
- 1851–1858: Johann Sonntag
- 1858–1867: Anton Schmitt
- 1867–1893: Peter Josef Cremerius
- 1893–1918: Karl Josef Kläser Se. (Zentrumspartei)
- 1918–1920: Johann Wilbert Sonntag (Zentrumspartei)
- 1920–1929: Johann Josef Kläser (Zentrumspartei)
- 1929–1938: Josef Kündgen (Zentrumspartei)
- 1938–1945: Josef Drodten (Zentrumspartei)
- 1945–1959: Peter Hardt (CDU)
- 1959–1961: Karl Josef Kläser Jr. (CDU)
- 1961–1969: Heinrich Netterscheidt (CDU)

Seit der Neugliederung der Gemeinde Wachtberg im Jahr 1969, hat die Gemeinde nur noch einen Bürgermeister, der für die gesamte Gemeinde zuständig ist.

### Ortsvertretung
Vorsitzende der Ortsvertretung Fritzdorf seit 1969.
- 1969–1975: Heinrich Netterscheidt (CDU)
- 1975–1976: Dieter Karrenbauer (CDU)
- 1976–1997: Peter Schmitz (CDU)
- 1997–2009: Karl-Heinz Häger (CDU)
- 2009–2020: Joachim Heinrich (CDU)
- seit 2020: Michael Kaspers (CDU)

## Religion

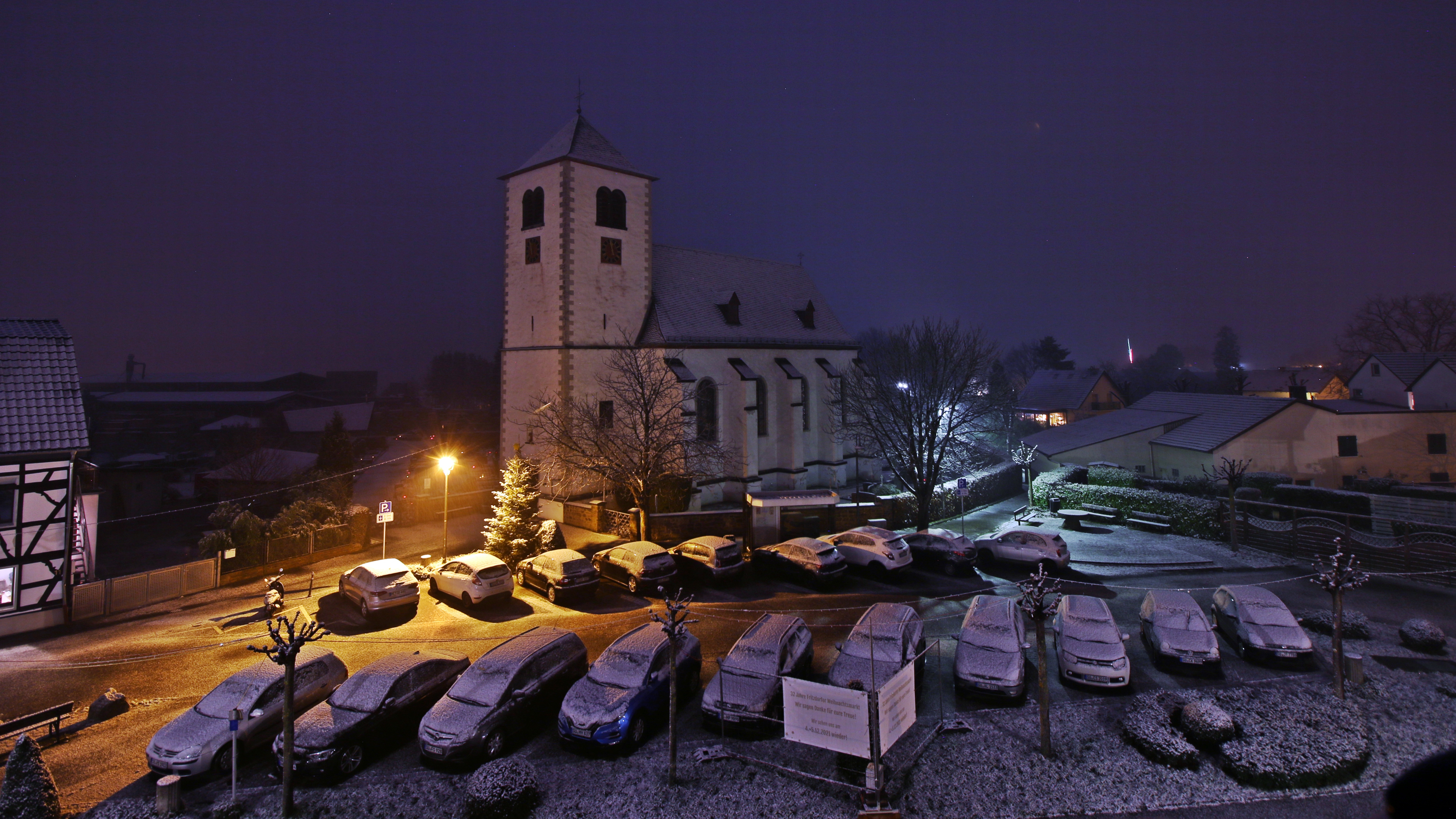
Kirche St. Georg Fritzdorf am Silvesterabend 2020

### Evangelische Kirchengemeinde Wachtberg
Die evangelische Bevölkerung in Fritzdorf gehört traditionell zur Evangelischen Kirchengemeinde Meckenheim.

### Katholische Kirchengemeinde St. Marien Wachtberg
Die Pfarrei St. Georg war bis zum 31. Dezember 2009 selbstständige Pfarrei im Dekanat Meckenheim-Rheinbach im Erzbistum Köln. Sie ist aufgegangen in der Pfarrei St. Marien Wachtberg. St. Marien Wachtberg ist seit 2017 eine Pfarrei des Kreisdekanats Rhein-Sieg-Kreis.

## Sport
- TTC Fritzdorf – Die Damenabteilung spielt in der Tischtennis-Bundesliga 3 Nord.
- SV Rheinwacht Fritzdorf – Spielte lange Jahre in der Fußball-Kreisliga C und D, nimmt seit einigen Jahren aber nicht mehr am Spielbetrieb teil.

## Bauwerke

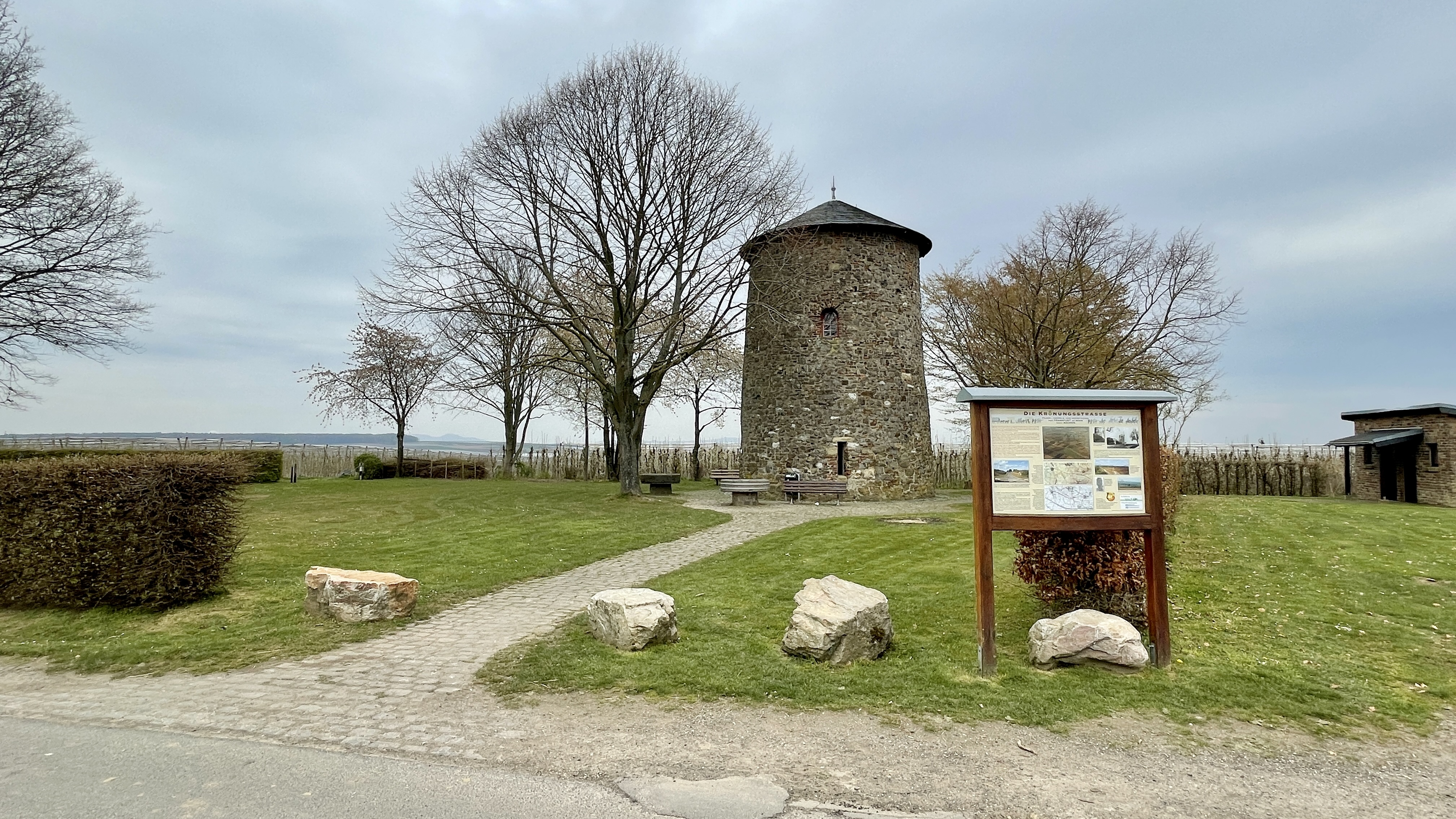
Fritzdorfer Windmühle, an der Landesgrenze zu Rheinland-Pfalz

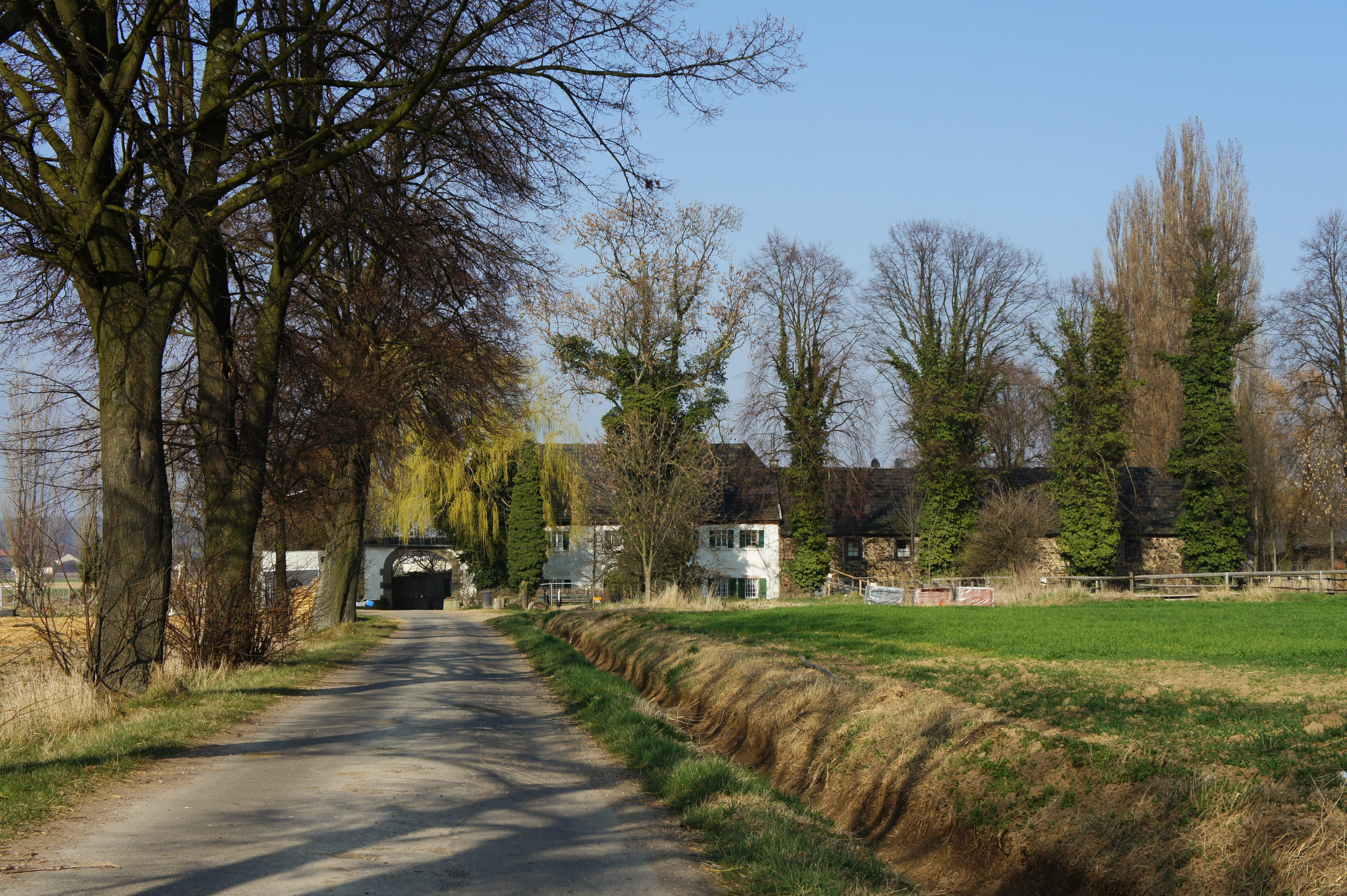
Sommersberger Hof zwischen Fritzdorf und Arzdorf

### Fritzdorfer Windmühle
Die Fritzdorfer Windmühle, auch Windmühlenturm Fritzdorf genannt, ist eine der wenigen erhaltenen Windmühlengebäude in der Region des Kottenforstes und der angrenzenden Gebiete. Sie liegt südlich des gleichnamigen Ortes Fritzdorf in der Gemeinde Wachtberg im nordrhein-westfälischen Rhein-Sieg-Kreis, unmittelbar an der Landesgrenze zu Rheinland-Pfalz. Das Mühlengebäude steht als Baudenkmal unter Denkmalschutz.
Im Jahr 1842 wurde die Windmühle als dreistöckige steinerne Turmwindmühle (Turmholländer) errichtet. Das Baumaterial, Basalt, Grauwacke und Ziegelsteine, stammte aus der Ruine der verfallenen Burg Sommersberg. Die Mühle besaß eine über einen Steert drehbare Haube, darunter zwei Mahlgänge (Mahlboden), die das Mahlen von Getreide und Schälen von Gerste erlaubte. Im Stockwerk zwischen Erdgeschoss (Müllerwohnung) und Mahlwerk wurde das Getreide gelagert. Erbauer war ein westfälischer Müllergeselle namens Julius Robrecht aus Würgassen (Kreis Höxter), der auf seiner Walz nach Fritzdorf gekommen war und als erster Müller der neugebauten Mühle sich dort niederließ. Später errichtete er nach der Heirat mit einer Fritzdorferin 1839/40 neben der Mühle, zu der noch etwas Land gehörte, ein Wohnhaus mit Scheune und Stallungen, dazu ein Backhaus und grub einen ca. 27 m tiefen Brunnen. Im Erdgeschoss, in der ehemaligen Müllerwohnung, wurde nun aus Raps Öl geschlagen.
Heute dient die Mühle als Ort für Feiern und Veranstaltungen und kann von der Gemeinde Wachtberg angemietet werden.

### Sommersberger Hof
Der Sommersberger Hof wurde erstmals 1434 erwähnt. Die Metternich zu Sommersberg hatten im 15. Jahrhundert hier ein Rittergut. 1690 wurde der Hof zerstört. Reste der Anlage sind noch erhalten. Im 18. und 19. Jahrhundert wurden die neuen Gebäude teilweise auf den alten Grundmauern errichtet. Der Sommersberger Hof ist sowohl ein geschütztes Boden- als auch Baudenkmal. Er liegt an der Wasserburgen-Route, einem Radwanderweg.

## Wirtschaft und Infrastruktur

### Verkehr
Die Buslinie 857 verbindet Fritzdorf mit Bad Godesberg, Mehlem und Meckenheim. Die Verbindung nach Bad Neuenahr-Ahrweiler und Remagen wurden eingestellt. Die nächstgelegenen Bahnhöfe sind im Osten Bad Godesberg, Mehlem, Rolandseck, Remagen, im Westen Meckenheim sowie im Süden Bad Neuenahr und Ahrweiler.
Die nächstgelegene Autobahn ist in 3 km Entfernung die A 61 in Richtung Venlo/Ludwigshafen am Rhein sowie die A 573 nach Bad Neuenahr-Ahrweiler. In 6 km Entfernung liegt zudem die Auffahrt zur A 565 in Richtung Bonn/Nürburgring.

## Bildung
Folgende Schulen und Kindergärten befinden sich in Fritzdorf:
- die 1980 abgerissene Volksschule Fritzdorf
- kath. Kindergarten Fritzdorf

## Persönlichkeiten

### Söhne und Töchter von Fritzdorf
- Johann Fasbender (1796–1831) wurde bekannt als Würger von Alfter
- Jakob Schmitt (1865–1930), römisch-katholischer Theologe und Politiker (Zentrum)
- Peter Schmitz (* 1929), Ehrenbürgermeister der Gemeinde Wachtberg
- Peter Meisenberg (* 1948), Schriftsteller, Drehbuch- und Hörspielautor

### Persönlichkeiten mit Bezug zu Fritzdorf
- Wilhelm der Reiche (1516–1592), Herzog von Jülich-Kleve-Berg
- Wilhelm von der Leyen (1650–1722), Besitzer der Burg Adendorf
- Johannes Adenauer (1873–1937), deutscher Pfarrer, Bruder von Konrad Adenauer, lebte in Fritzdorf
- Konrad Wünsche (1928–2012), Lehrer und Buchautor, lebte in Fritzdorf
- Jörg Schmidt (1963), Bürgermeister der Gemeinde Wachtberg, Mitglied des Karnevalsverein "Grün-Gelb" Fritzdorf und ehemaliges Mitglied der Ortsvertretung Fritzdorf